# Narat
Narat (cyr. Нарат) – wieś w Bośni i Hercegowinie, w Republice Serbskiej, w gminie Bileća. W 2013 roku liczyła 23 mieszkańców.